# Conférence de Bingen (31 juillet 1917)
Vous lisez un « bon article » labellisé en 2019.
Pour les articles homonymes, voir Conférence de Bingen.
La conférence de Bingen du 31 juillet 1917 est une rencontre gouvernementale allemande convoquée à l'initiative de Guillaume II par Georg Michaelis, le nouveau Chancelier impérial, afin de définir la politique allemande dans les territoires baltes occupés par l'Armée allemande depuis ses succès de 1915. Cette conférence constitue la première occasion de rencontre entre le nouveau chancelier du Reich, Georg Michaelis, et les Dioscures, Paul von Hindenburg et Erich Ludendorff. Arrivé au pouvoir à la suite d'une crise politique causée par les divergences entre son prédécesseur, Theobald von Bethmann Hollweg, le Reichstag et les Dioscures, Georg Michaelis doit non seulement composer entre les deux acteurs de la chute de son prédécesseur, mais aussi définir les buts de guerre du gouvernement du Reich, en accord avec l'Oberste Heeresleitung.

## Contexte
Le printemps 1917 constitue pour le Reich un tournant dans le conflit ; en effet, la révolution russe oblige le gouvernement impérial à reformuler ses buts de guerre ; dans le même temps, la définition des buts de guerre allemands devient la cause d'une crise aiguë au sein du Reich.

### Le programme de Kreuznach
Depuis le début de la guerre, les pays baltes constituent un but de guerre pour le Reich ; le 23 avril 1917, à Kreuznach, le gouvernement et les militaires allemands avaient convenu d'en contrôler le Sud, jusqu'aux abords de Riga, proposant un échange de territoire avec la Russie, aux dépens de la double monarchie,.
Selon les termes du procès-verbal de la conférence du 23 avril, le Reich étendrait son influence en Livonie et en Courlande et annexerait les îles baltes de l'entrée du golfe de Riga, tout en bloquant l'essor territorial du nouveau royaume de Pologne par l'annexion à la Prusse de Bialystock et de sa région.
En dépit de ces quelques annexions stratégiques, la forme de la prise de contrôle des pays baltes constitue néanmoins une pierre d'achoppement entre les civils et les militaires. Divisés sur la forme que doit prendre la domination allemande dans les pays baltes, les hommes politiques et les militaires allemands s'opposent violemment sur la question, les militaires privilégiant des annexions directes, les civils se montrant partisans d'une tutelle indirecte.

### La crise dejuillet 1917

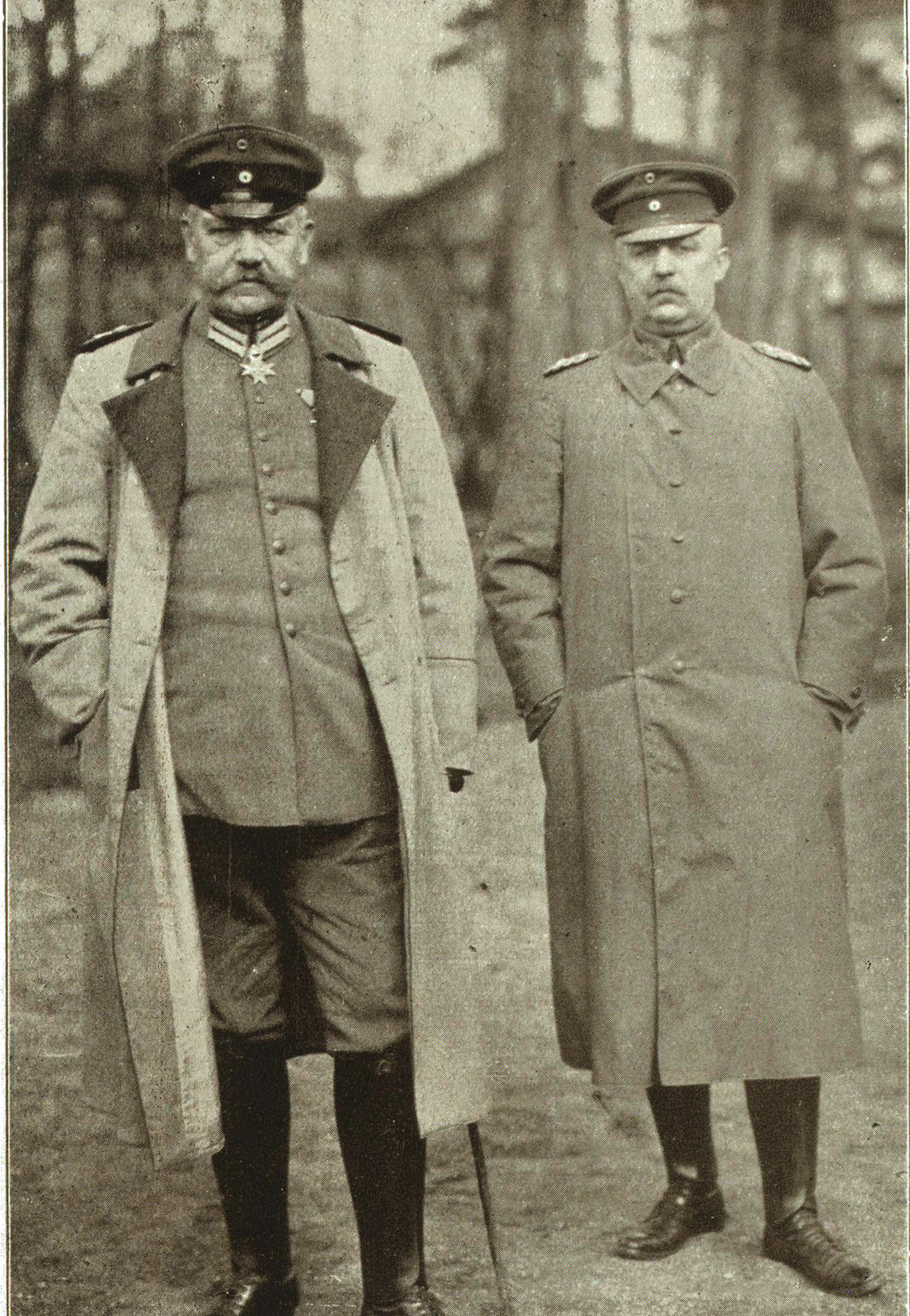
Les Dioscures, Paul von Hindenburg et Erich Ludendorff, en janvier 1917.

Le mois de juillet 1917 est marqué par une évolution institutionnelle de grande ampleur dans le Reich. En effet, la chute de Theobald von Bethmann-Hollweg le 13 juillet achève la prise de pouvoir par l'Oberste Heeresleitung, soutenu par le Kronprinz, Guillaume de Prusse : les chanceliers qui se succèdent alors apparaissent clairement comme les hommes de paille des militaires. La question des buts de guerre devient un aiguillon pour les Dioscures Paul von Hindenburg et Erich Ludendorff : le chancelier Bethmann-Hollweg avait accepté le vaste programme des buts de guerre définis lors la conférence du 23 avril, mais les a définis comme une « chimère », dressant contre lui les militaires et les parlementaires. Alors que le chancelier voit les oppositions à sa politique se renforcer au fil des semaines depuis les conférences d'avril et de mai 1917, ses adversaires se regroupent : les parlementaires, le Kronprinz Guillaume de Prusse et les Dioscures obtiennent de l'empereur son renvoi le 13 juillet.
Au terme de cette crise politique, Georg Michaelis, alors commissaire au ravitaillement au sein du cabinet prussien, totalement inconnu de la population, accède à la chancellerie. Pressenti par Theobald von Bethmann-Hollweg pour lui succéder, il est nommé chancelier du Reich sur proposition de Georg von Hertling, alors ministre-président du royaume de Bavière. Il bénéficie également du soutien d'Erich Ludendorff et Paul von Hindenburg, prêts à accepter « le premier venu » pour remplacer Bethmann-Hollweg. Les Dioscures apprécient néanmoins le franc-parler du nouveau chancelier, qui assume, dès ses premières déclarations aux parlementaires, son rôle d'homme-lige des Dioscures parmi les responsables politiques du Reich.

### LeReichen Russie en 1917

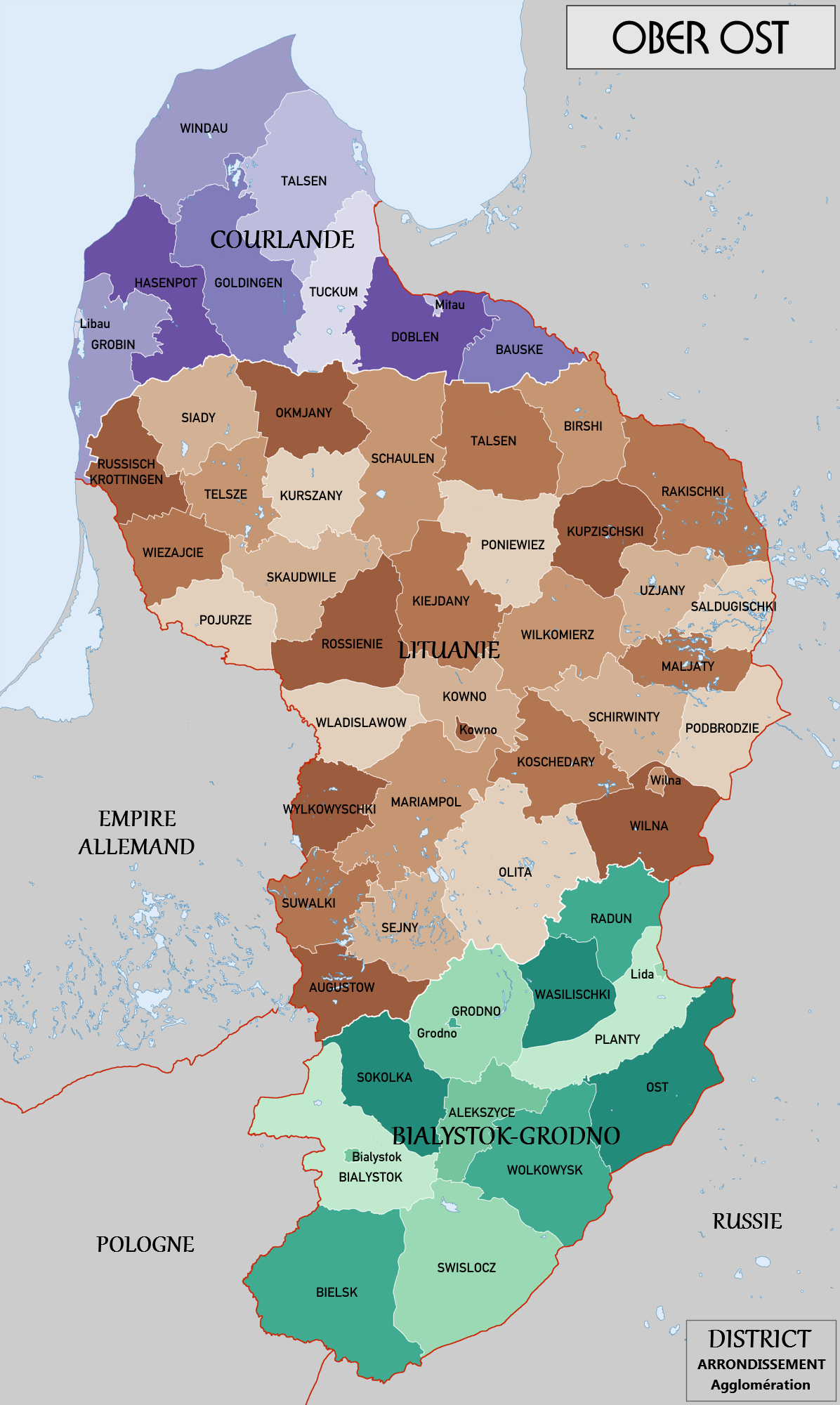
Les territoires administrés par l'Ober Ost au début de l'année 1917.

Depuis le déclenchement de la révolution de Février, les armées russes, minées par l'indiscipline et les désertions, ne se montrent plus en mesure de poursuivre efficacement la guerre contre les puissances centrales.
Dans un premier temps, le 19 avril 1917, Erich Ludendorff est convaincu que le gouvernement provisoire russe, paralysé par la décomposition de l'armée, ne projette aucune action offensive d'envergure. Cependant, une dernière offensive lancée le 1er juillet 1917 parvient à écorner le front austro-allemand sur une longueur de 40 km, succès vite remis en cause à la fois par les mutineries des unités chargées d'exploiter la percée et par la contre-offensive qui lui succède.
Enfin, depuis le mois de mai précédent, des émissaires allemands et russes se rencontrent en territoire neutre, en Suède principalement, et tentent de négocier une sortie de crise ; ainsi, Matthias Erzberger rencontre à plusieurs reprises l'ancien conseiller d'État Joseph von Kolyschko, membre des cabinets présidés par Serge Witte, par l'entremise de l'industriel polonais Gurewicz. Au terme de quelques rencontres, les négociateurs parviennent à poser les bases de négociations de paix entre la Russie et les puissances centrales : les envoyés allemands et russes cherchent à conclure une « paix honorable pour les deux parties », dont le détail reste à définir, mais qui comprend des « rectifications de frontières ». Cependant, Erzberger est désavoué par Arthur Zimmermann et par Guillaume II, furieux d'avoir été écarté et hostile aux clauses négociées par l'envoyé du gouvernement allemand.

## Participants

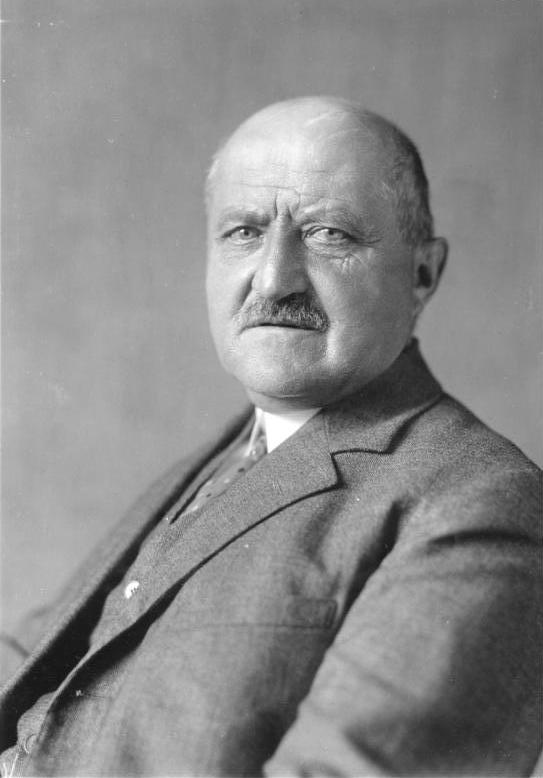
Le nouveau chancelier du de, Georg Michaelis, représente le gouvernement.

Lors de cette conférence gouvernementale allemande sont convoqués à Bingen, à l'initiative de l'empereur Guillaume II, les responsables militaires du Reich, les Dioscures Paul von Hindenburg et son adjoint Erich Ludendorff.
Le gouvernement du Reich est représenté par le nouveau chancelier, Georg Michaelis, et par son secrétaire d'État aux Affaires étrangères Richard von Kühlmann, assisté de leurs principaux collaborateurs.

## Thèmes abordés
Depuis le mois d'avril 1917, le gouvernement du Reich a formalisé les objectifs qu'il souhaite atteindre à l'issue du conflit. Cependant, la forme de la domination allemande en Europe constitue une pierre d'achoppement entre les participants à la conférence.

### Des mains libres pour leReich
En mars, puis en mai 1917, Ottokar Czernin, le ministre austro-hongrois des Affaires étrangères, et Theobald von Bethmann-Hollweg, le chancelier du Reich, parviennent à un accord de partage des conquêtes de la quadruplice en Europe entre une zone d'influence allemande et une zone d'influence austro-hongroise ; les pays baltes sont ainsi placés dans la sphère d'influence allemande, que ces régions soient formellement indépendantes ou annexées au Reich.
Dans ce cadre, en échange d'une tutelle allemande en Lituanie et en Courlande, Ottokar Czernin est parvenu à arracher l'inclusion de la Roumanie dans la sphère d'influence austro-hongroise. Parallèlement à cet accord, Ottokar Czernin s'engage non seulement à ne pas faire obstacle à toute « affirmation de la puissance allemande » dans les régions baltes et en Finlande russe, mais aussi à appuyer les prétentions allemandes dans la région. Ce partage garanti par Czernin, le gouvernement allemand s'affaire pour limiter les possibles ingérences austro-hongroises sur place,. Ce partage pousse les Austro-Hongrois à demander l'ouverture rapide de négociations afin de définir les compensations destinées aux entreprises austro-hongroises présentes dans les pays baltes.

### Une nouvelle définition des buts de guerre
Conviés à une conférence destinée à déterminer les modalités du contrôle allemand sur les pays baltes, les présents définissent cependant le périmètre des régions situées à l'Est du Reich que le gouvernement aspire à contrôler à l'issue du conflit.
Richard von Kühlmann, rédacteur du courrier d'information au nouveau chancelier, énumère les buts de guerre allemands avec une grande précision. Partisan d'une tutelle indirecte sur ces régions,, il reprend néanmoins les termes de l'accord passé avec les militaires et mentionne l'annexion par le Reich de la Lituanie et de la Courlande.
L'ensemble des assistants se montre partisan de la mise en place d'une Mitteleuropa sous tutelle allemande, à la fois politique, économique et militaire, ainsi que de l'inclusion des pays baltes, formellement indépendants ou non, et de la Finlande, mais les avis divergent sur la forme que doit prendre cette inclusion,.

### Des positions irréconciliables

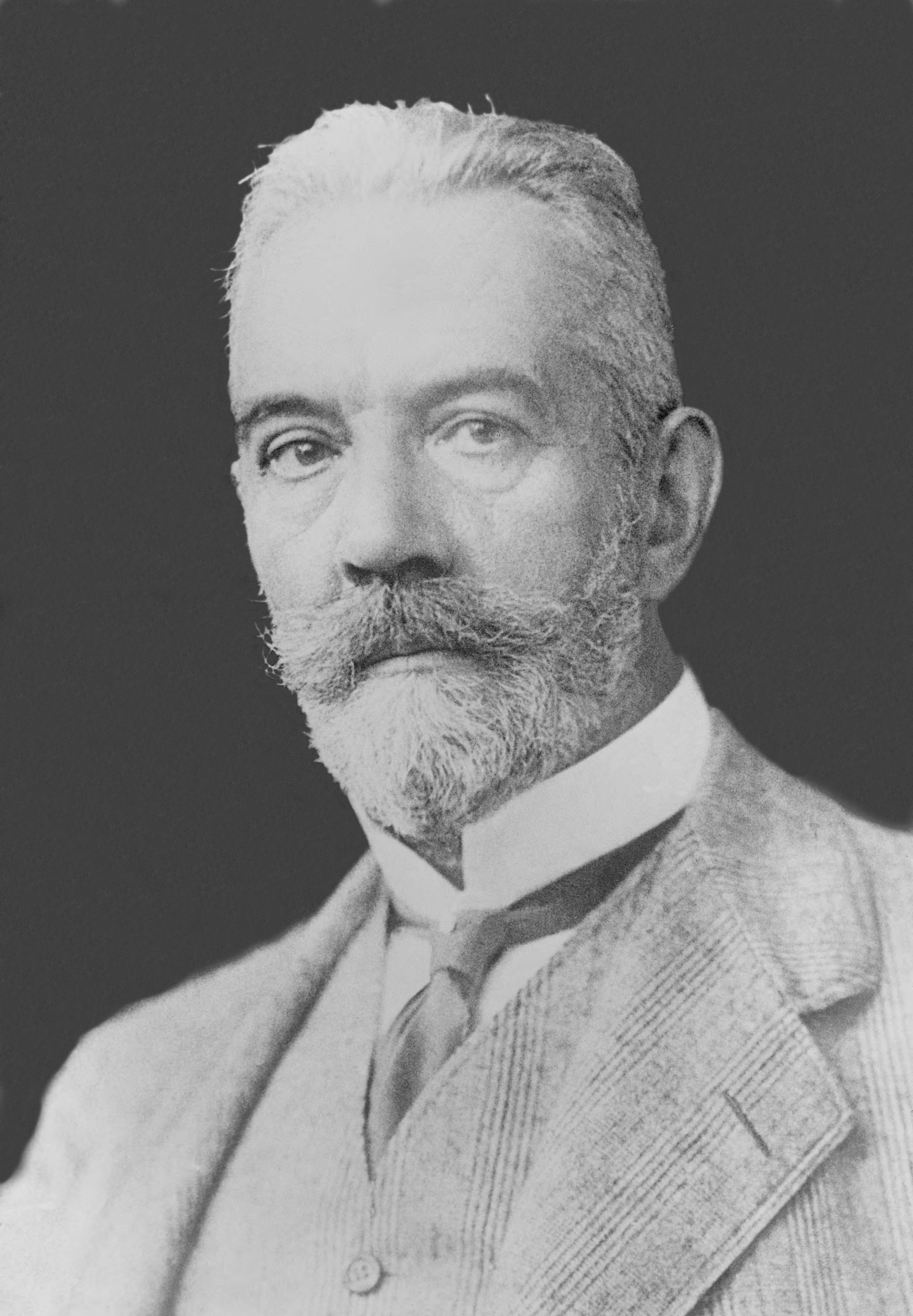
Theobald von Bethmann-Hollweg entérine le programme annexionniste de Kreuznach, mais ne l'approuve pas, ce qui cause sa chute.

Depuis l'accord du chancelier du Reich Theobald von Bethmann-Hollweg au programme de Kreuznach du 23 avril 1917, les Dioscures n'ont de cesse de rappeler le caractère contraignant du procès-verbal rédigé à cette occasion.
Ainsi, ces deux militaires ne sont nullement convaincus par l'efficacité de la mise en place d'une tutelle indirecte sur les territoires destinés à intégrer la Mitteleuropa, vaste zone promise à être placée sous forte influence du Reich ; ils souhaitent ainsi donner au Reich un surcroît de sécurité et de puissance par une vaste politique d'annexions aux dépens de la Russie, alors en pleine décomposition.
Face à cette ambition, basée sur un accroissement territorial important, le secrétaire d'État Richard von Kühlmann défend l'opportunité d'encourager les populations des territoires baltes et polonais dans la voie de l'indépendance, mais en en limitant à l'extrême la réalité par des accords politiques, économiques et militaires de longue durée. Les tenants de cette ligne plus souple considèrent qu'un vaste programme d'annexions ne serait possible qu'à l'issue d'une guerre victorieuse, tout en incitant les vaincus à préparer leur revanche, dans un contexte marqué par l'éloignement de la double monarchie, le seul allié fiable du Reich.

## Issue
À Bingen, les hommes d'État allemands tranchent d'une façon définitive la question de la nature et de la réalité du contrôle exercé  par le Reich sur les pays baltes et la Finlande, en suspens depuis la conférence réunie à Kreuznach le 23 avril précédent.

### Le travestissement du programme impérialiste
Ainsi, à l'issue du conflit, le Reich doit contrôler directement ou indirectement les pays baltes et la Finlande, restaurés en tant qu'États indépendants, mais fortement soumis politiquement, militairement et économiquement à l'Allemagne.
Ce contrôle doit être appuyé par la mise en place d'États indépendants favorables à l'Allemagne ; pour permettre l'émergence de tels États, une action coordonnée de propagande est planifiée, faisant intervenir les services du gouvernement du Reich et ceux du haut-commandement. Dans ce cadre, les autorités allemandes prévoient de s'appuyer sur les organes consultatifs mis en place depuis la conquête, ainsi que sur des comités corporatifs « librement élus », regroupant essentiellement des représentants des populations germano-baltes, favorables à une intégration des pays baltes dans la sphère d'influence allemande.
Parallèlement à ce programme, le gouvernement allemand, soutenu par les principaux groupes de pression économiques, souhaite inscrire les liens commerciaux entre le Reich et ces nouveaux États dans la longue durée : les accords conclus reconnaissent l'égalité des droits au Reich et à chacun des nouveaux États souverains. Cependant, cette égalité se révèle une fiction, étant donné le décalage de développement économique qui existe entre le Reich, d'une part, et ces nouveaux partenaires, d'autre part. Les participants à cette conférence définissent ainsi la politique de mise sous tutelle économique des États baltes nouvellement indépendants : dans le cadre d'accords commerciaux conclus théoriquement sur un pied d'égalité, les négociateurs allemands doivent parvenir à la reconnaissance de la clause de la nation la plus favorisée, permettant, dans les faits, la mise en place et la pérennisation d'une forte tutelle économique allemande sur des États dont l'indépendance s'avère alors théorique.

### De nouveaux États à la souveraineté limitée

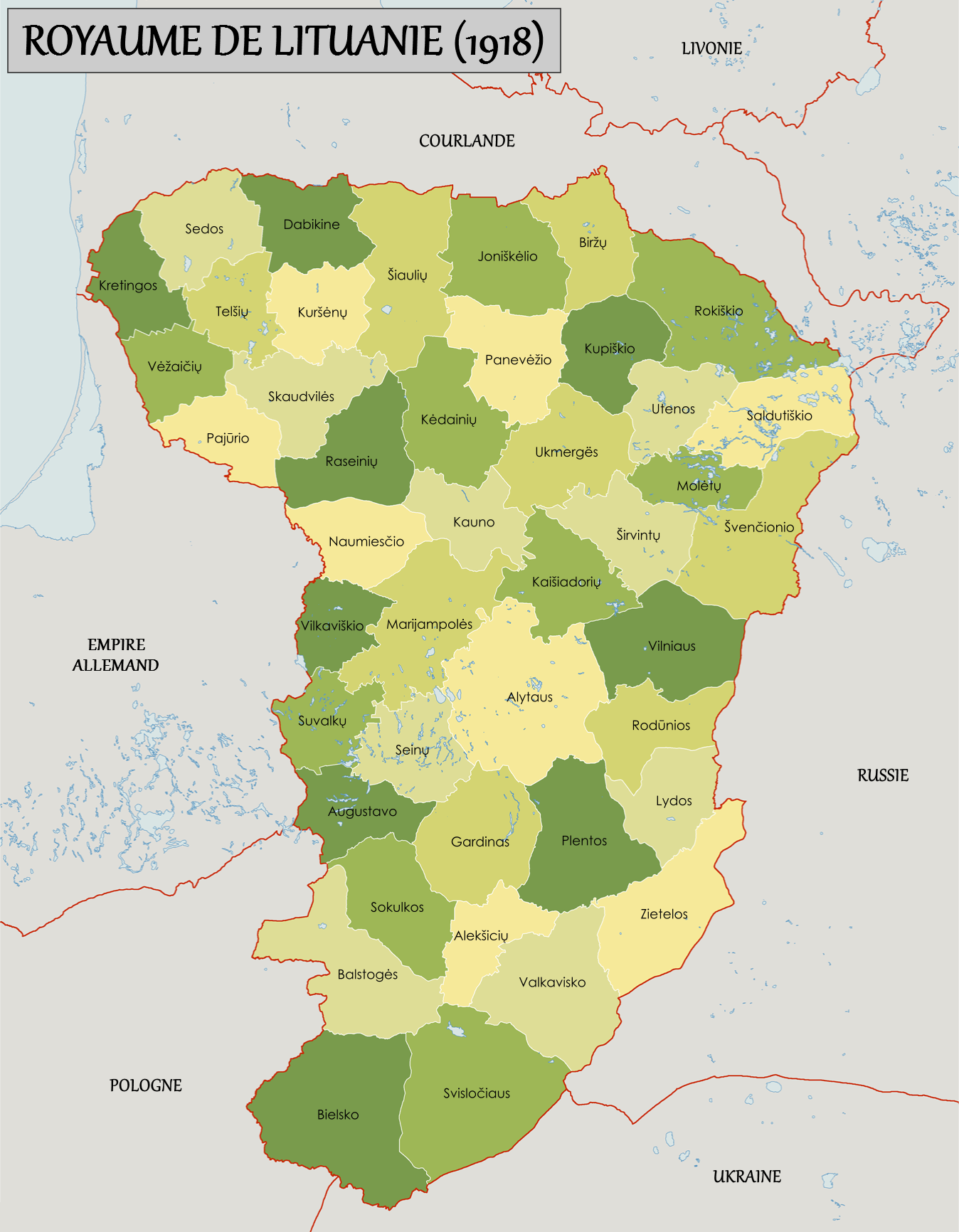
Le Royaume de Lituanie en 1918.

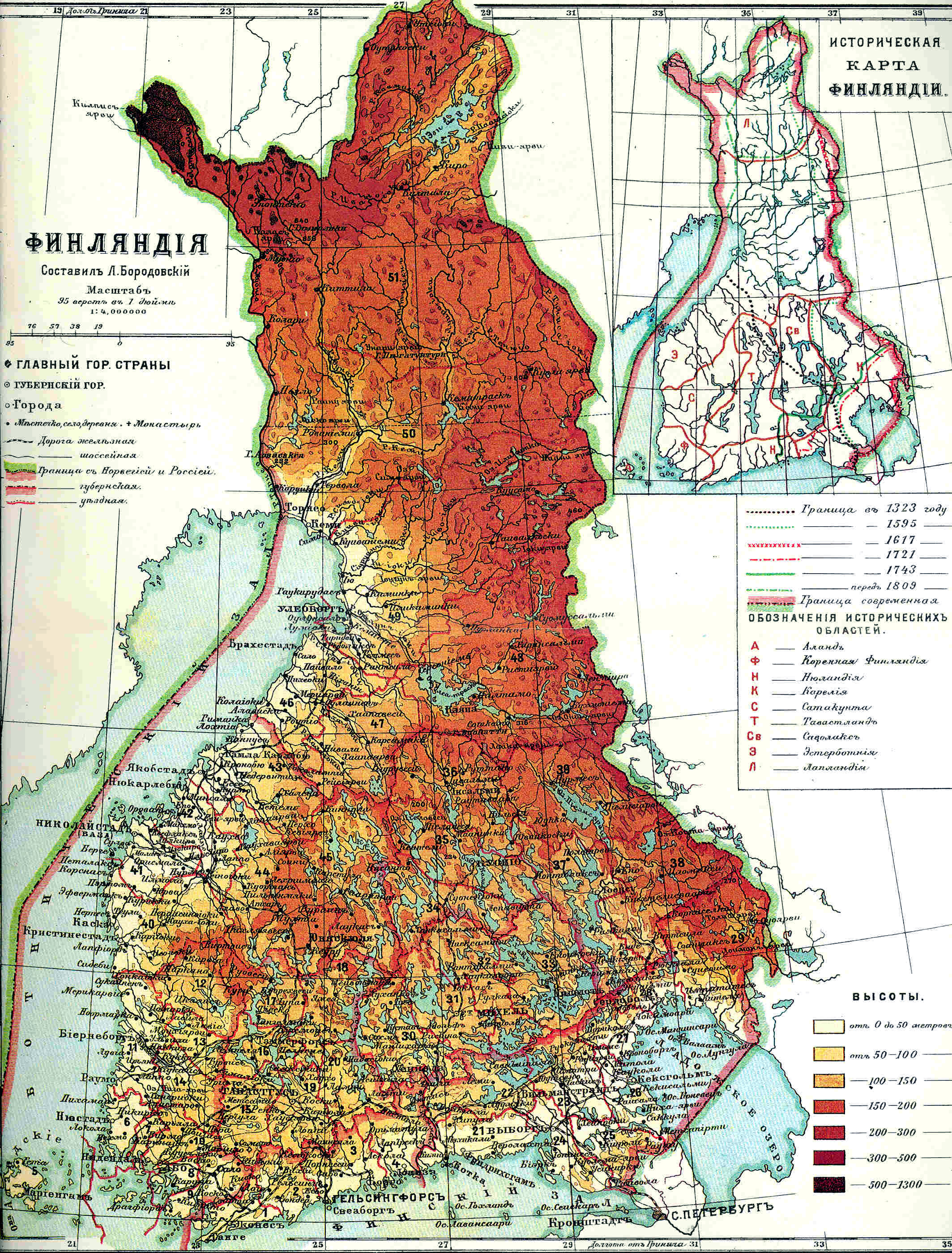
Le Royaume de Finlande adopte les frontières du Grand-Duché de Finlande.

Rapidement, les participants à la conférence se positionnent en faveur de la mise en place d'États indépendants, fortement liés au Reich.
La mise en place de cette tutelle est très fortement liée à une prise de conscience des dirigeants allemands de l'ostracisation sur le long terme du Reich et de ses alliés, mettant en place un « boycott » commercial dirigé à l'encontre des puissances centrales, selon le mot de Georges-Henri Soutou. Forts de ce constat, les responsables allemands tentent de mettre en place les conditions de long terme d'une hégémonie allemande en Europe, afin de diminuer les effets de ce « boycott ». La mise en place d'une tutelle indirecte sur les pays baltes et la Finlande sont alors jugés plus sûrs par les membres du gouvernement du Reich. Dans ce cadre, l'Auswärtiges Amt encourage les mouvements séparatistes sur le territoire russe occupé par le Reich et ses alliés ; selon les calculs gouvernementaux, les gouvernements de ces nouveaux États se trouveraient obligés de se rapprocher du Reich pour garantir leur nouvelle indépendance face à la Russie.
Ces liens, multiformes, doivent être matérialisés par des accords politiques et économiques de longue durée. Ainsi, placés sous la tutelle du Reich, ces États doivent également être ouverts à la colonisation allemande : des projets d'établissement de colonies agraires sont ébauchés, destinés à pérenniser la mainmise du Reich sur ces régions, en l'appuyant sur l'accord des populations locales. La mise en place de cette politique de peuplement, par l'envoi de colons allemands dans les pays baltes, se révèle également être un moyen de pérenniser l'existence d'États garants des intérêts politiques, militaires, économiques et commerciaux du Reich, grâce à l'organisation de groupes de pression favorables au maintien de liens politiques et économiques entre leur patrie d'origine et leur patrie d'installation.

## Traductions, notes et références

### Traductions
1. ↑  Haut-commandement de l'armée.